# Сыщик с плохим характером
«Сыщик с плохим характером» — детский детективный фильм, снятый в 2001 году режиссёрами Владимиром Панжевым и Андреем И.

## Сюжет
Школьник Дима Ширяев и его друг ворон Стёпа на общественных началах принимают участие в нелёгком процессе обеспечения правопорядка. Они пытаются расследовать запутанные преступления, искать виновных в их совершении, оказывать помощь пострадавшим. Стёпа — говорящий ворон. Он настоящий Сыщик, этому ремеслу его научил майор милиции Московского уголовного розыска. Дима и Стёпа вместе с друзьями расследуют запутанные дела.

## В ролях
- Семён Спесивцев — Дима Ширяев, главный герой, школьник
- Ворон Блейд — Ворон Стёпа, главный герой, ворон (говорит голосом Валентина Гафта)
- Сергей Жарков — байкер
- Любовь Соколова — (последняя работа в кино, озвучивание — Любовь Омельченко)
- Антон Колесников — ***
- Максим Коновалов — эпизод
- Владимир Сошальский — (последняя работа в кино)
- Руслан Ягудин — Дмитрий
- Дмитрий Ячевский — папа Светы Алябьевой
- Вероника Саркисова — Сима
- Василий Спесивцев — Кривулин
- Ольга Евтушенко — Света Алябьева
- Михаил Богдасаров — Тигран Амаякович
- Геннадий Корольков — алкоголик
- Спартак Мишулин — Электрон Маргаринович
- Инна Ульянова — ***
- Андрей И — ***
- Кирилл Каганович — Миша
- Анатолий Руденко — Юрий
- Евгений Ермаков — Гоша, бывший зек
- Анастасия Юргенсон — нищенка
- Марина Черепухина — Сюзанна

## Съёмочная группа
- Сценарий — Валентин Ховенко
- Продюсер — Сергей Ховенко
- Оператор — Андрей Найденов
- Оператор — Василий Сикачинский
- Композитор —  Константин Шаталов
- Художник — Екатерина Залетаева

## Дополнительно
Фильм снят в рамках Московской городской целевой программы создания отечественных телефильмов и финансировался правительством Москвы.
Режиссёром стал Владимир Панжев — режиссёр-постановщик детского юмористического киножурнала «Ералаш», дети-актёры (Вероника Саркисова, Ольга Евтушенко) уже были известны телезрителям по выпускам киножурнала.
Сценарий писался Ховенко В. М. в ходе съемок фильма, позже — в 2001—2002 годах на его основе издательством «Дрофа» была издана серия книг («Сыщик с плохим характером», «Банда `Черные орлы`», «Загадочное преступление на Сретенке», «Охота на снайпера», «Ножик в кармане»).
Фильм стал лауреатом детского кинофестиваля «Орленок», 2001. Также стал участником 9-го международного фестиваля «Кино-детям» (Самара), фестиваля «Большой праздник детского кино» (Москва) и других.
При показе фильма на фестивале «Киноежик-2001» (Ярославль) в детском лагере «Юность» старшие ребята проигнорировали фильм, но младшие смотрели с удовольствием. А на встрече с режиссёром дети 10-11 лет, которых и не хотели даже приглашать на эту встречу, ко всеобщему удивлению проявили активность и даже не пошли на дискотеку, и потом не отпускали Владимира Панова ещё почти час.
Ворон Блейд стал лауреатом в номинации «Трюковая сцена» на 1-м Московском кинофестивале животных-актёров «Золотой клык»: в сцене перебранки с женой разгневанный ворон несколько минут кряду её наказывал — клевал и бил крыльями, при этом на съемке ворон отказывался каркать на свою настоящую подругу, поэтому ему подсунули дублершу — серую ворону. Режиссёр на вопрос о работе с воронами ответил: «Конечно, пришлось помучиться, однако работа дрессировщиков потрясающая!».